# Svampen, Stockholm

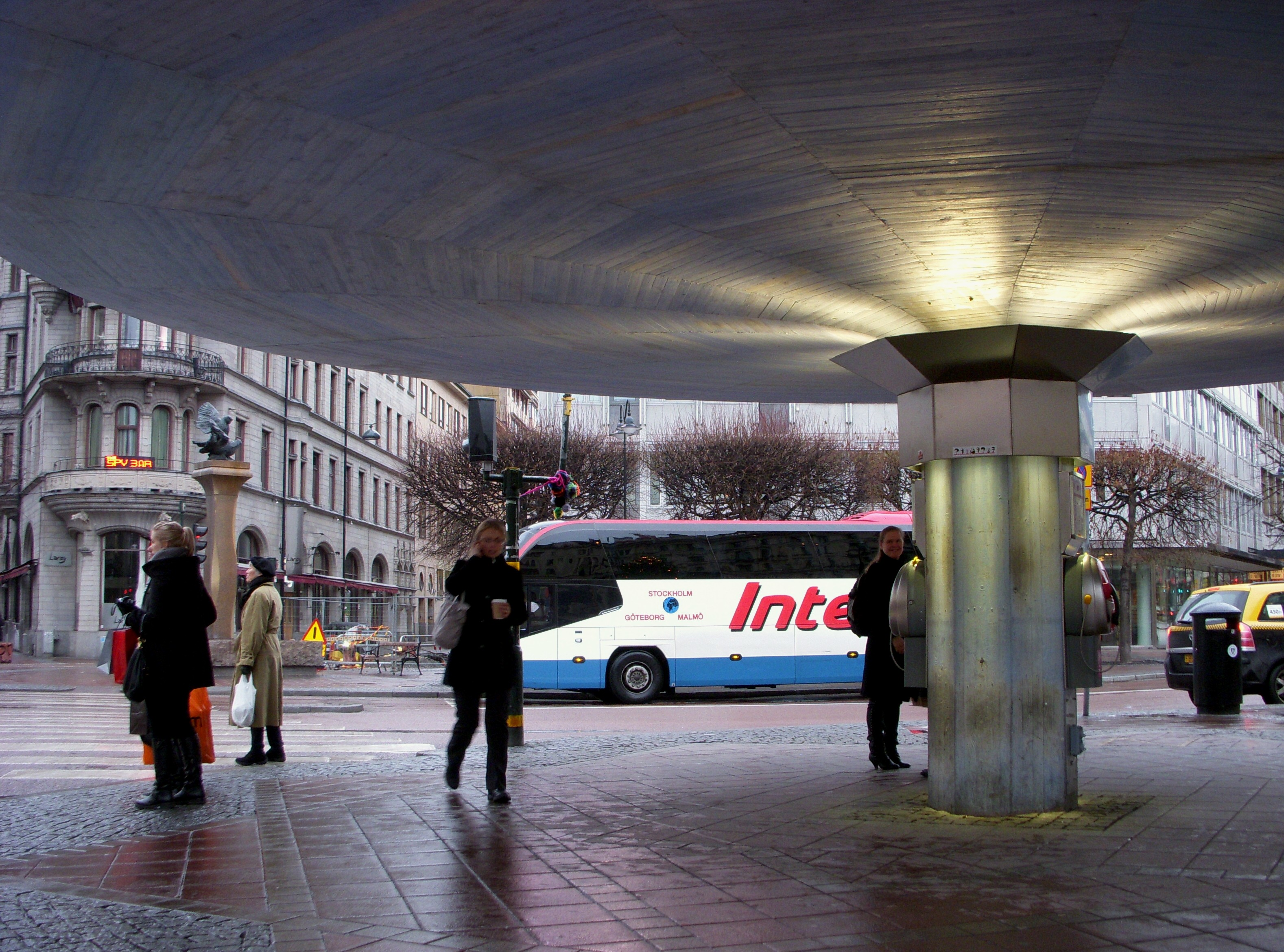
Under "Svampen" 2009.

Svampen är ett byggnadsverk på Stureplan i Stockholm. Det är ett regnskydd ritat av arkitekten och stadsträdgårdsmästaren Holger Blom. Det uppfördes 1937, revs 1988 och återuppfördes 1989. Svampen är belägen vid en trafikknutpunkt i centrum och är ett sedan länge välkänt inslag i stadsbilden.

## Beskrivning
Bland stockholmare är Svampen från 1937 på Stureplan ett av Holger Bloms mest kända verk. En enkel men djärv och mycket slank betongkonstruktion med ett långt utkragande tak på en 3,3 meter hög centralpelare, konstruerad av Erik Vretblad. Men inte alla var entusiastiska när Svampen invigdes den 20 november 1937. Bland annat tyckte Stockholms skönhetsråd och arkitekten Ragnar Östberg att denna "betongklump" inte passade in på denna plats, men Svampen fick stå kvar.
Den fungerade under många år som kiosk, mötesplats och regnskydd ända fram till högertrafikomläggningen 1967, då även spårvagnstrafiken upphörde. Efter det förde Svampen ett mer bortglömt liv som på en ö mitt bland Stureplans bilfiler. Konstruktionen hade tagit skada, trafiken skulle läggas om igen och 1988 revs den slutligen och togs bort. Detta skapade starka reaktioner hos stockholmarna som ville ha kvar sin ”Svamp”. Därför byggdes en kopia av den gamla svampen som invigdes den 19 oktober 1989, om än inte på exakt samma plats.
I samband med invigningen av Stockholms nya och omfattande julbelysning den 20 november 2011 drabbades Svampen av en reklamkupp. Borgarrådet Ulla Hamilton (M) trodde att hon avtäckte en gran och fyra tomtar, men det var fyra jordekorrar med tomteluva som gjorde reklam för en amerikansk film.

### Bilder på "Svampen" genom tiderna

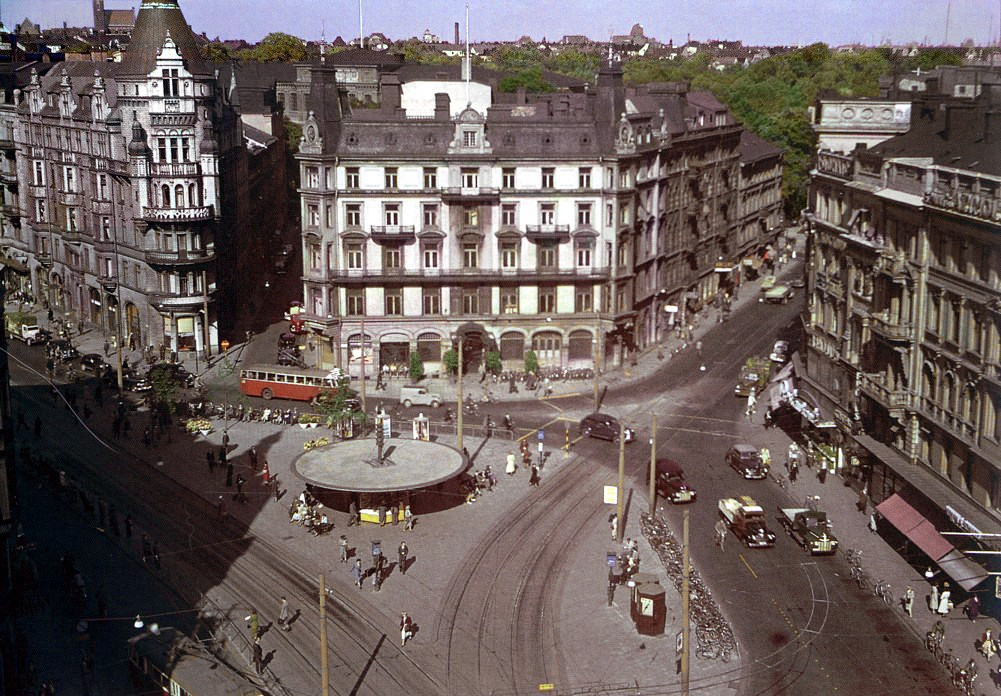
Stureplan med "Svampen" 1938.
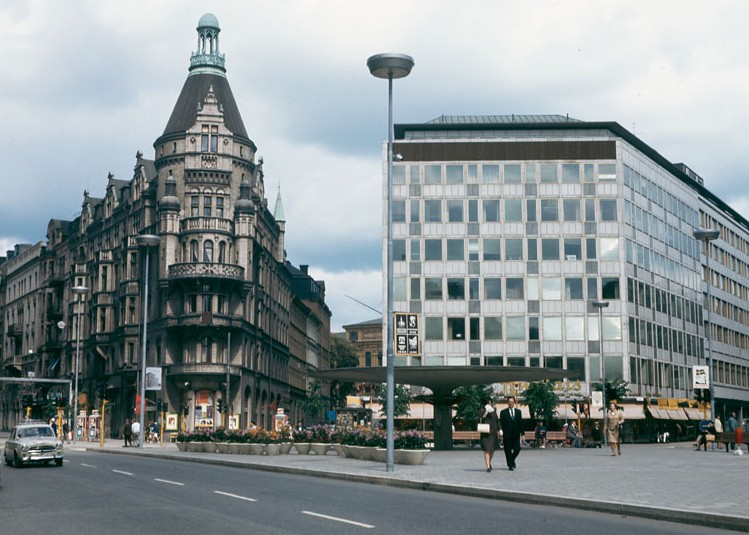
Stureplan med "Svampen" 1968.
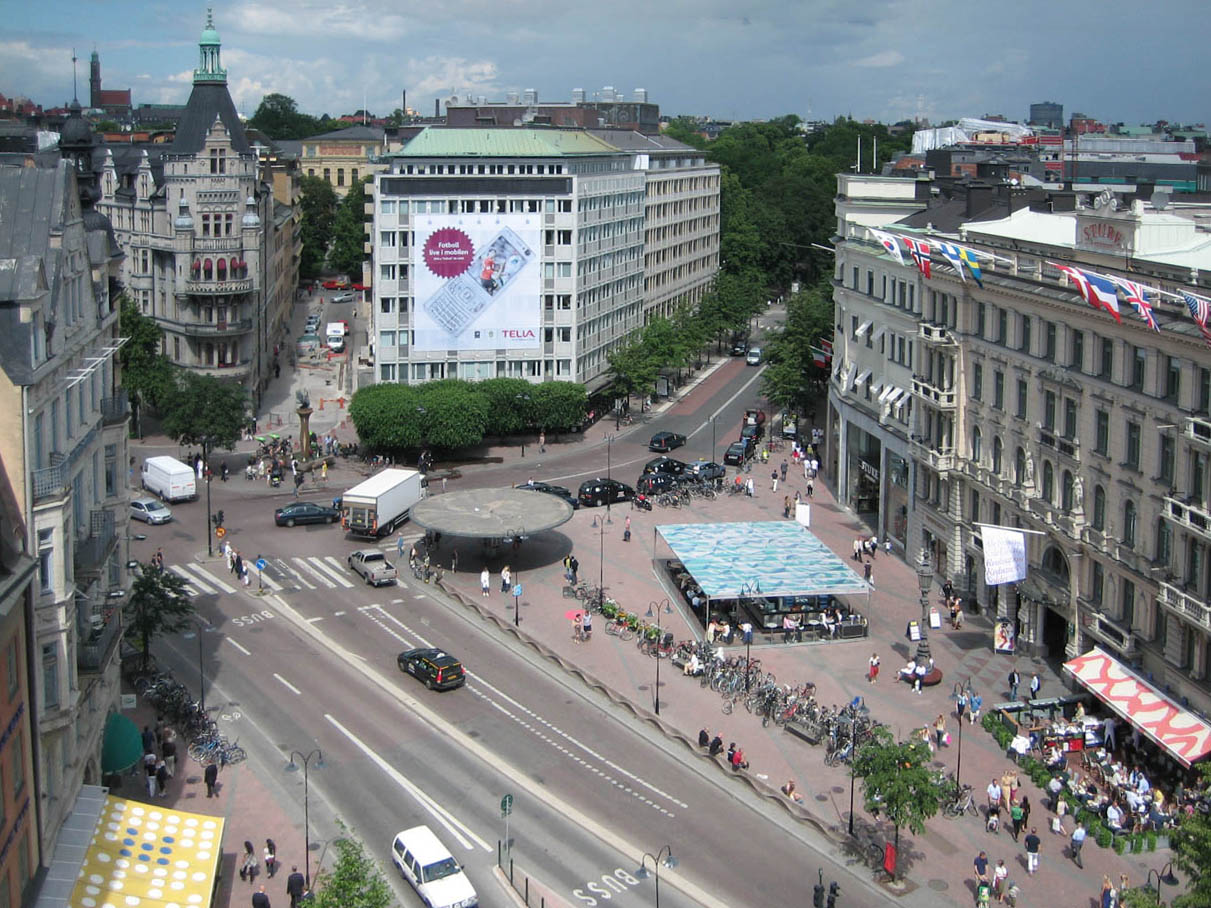
Stureplan med "Svampen" 2007.
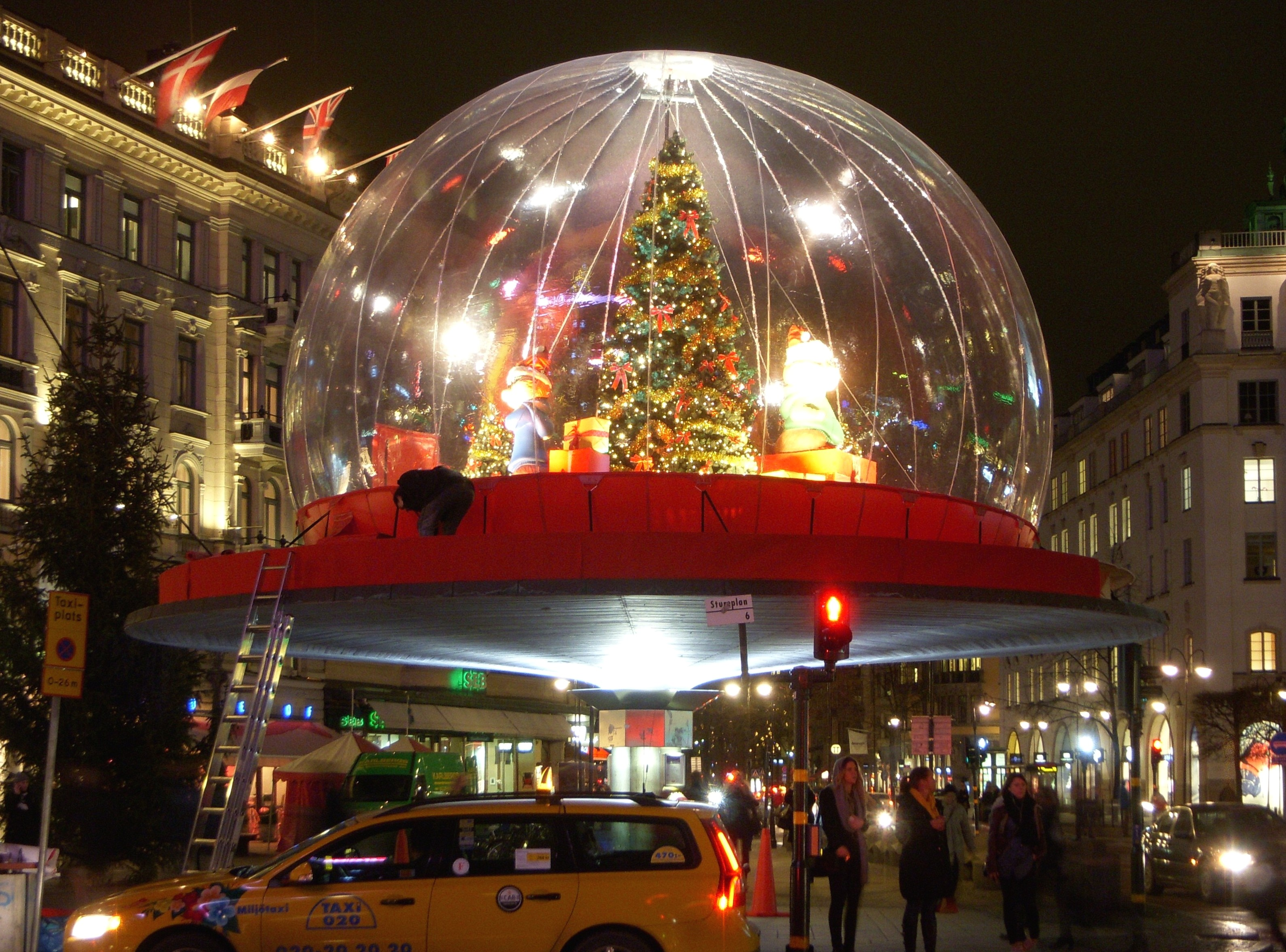
Olaglig juldekoration 2011.
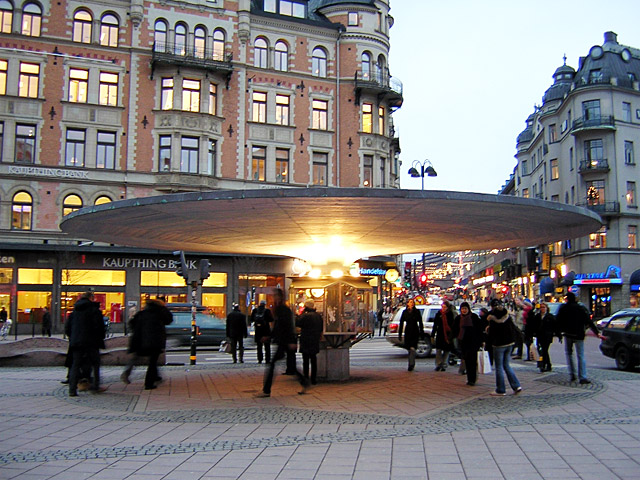
"Svampen" i Stockholm.